# Herb gminy Dobromierz
Herb gminy Dobromierz – symbol gminy Dobromierz

## Wygląd i symbolika
Herb przedstawia na tarczy w polu błękitnym dwie złote litery „W”, a pomiędzy nimi złotą strzałę. Jest to nawiązanie do historycznego herbu Wysokiej Góry (dziś Dobromierza), zaś litera W nawiązuje najprawdopodobniej do króla Wacława IV, który nadał miastu prawa miejskie.